# 洛克尼亞區
56°50′N 30°09′E / 56.833°N 30.150°E
洛克尼亞區（俄语：Локнянский район），是俄羅斯的一個區，位於該國西北部，由普斯科夫州負責管轄，面積2,412平方公里，2010年人口9,535，人口密度每平方公里3.95人。